# İlhan Aydoğdu
İlhan Aydoğdu (* 1. Februar 1983 in Midyat) ist ein türkischer Fußballspieler.

## Karriere
Aydoğdu begann mit dem Vereinsfußball in der Jugend von Adana Demirspor und wurde hier im Sommer 2003 mit einem Profivertrag ausgestattet und in den Kader der 1. Männer involviert. 2006 verließ er Demirspor und spielte zwei Spielzeiten für Eyüpspor. 2008 kehrte er zu Demirspor zurück und spielte hier die nächsten vier Jahre. Im Sommer 2012 wurde er mit diesem Verein Playoffsieger der TFF 2. Lig und stieg so in die TFF 1. Lig auf.
Nach dem Aufstieg mit Demirspor verließ er diesen Klub und wechselte zu Anadolu Selçukluspor, ehe er 2013 zu Tarsus İdman Yurdu weiter zog. Im Frühjahr 2014 kehrte er zum zweiten Mal zu Demirspor zurück. Im Oktober 2014 löste er seinen Vertrag mit Demirspor auf und setzte fortan seine Karriere als Amateurfußballer fort.

## Erfolge
Mit Adana Demirspor
- Playoffsieger der TFF 2. Lig und Aufstieg in die TFF 1. Lig: 2011/12